# Sinzendorfové

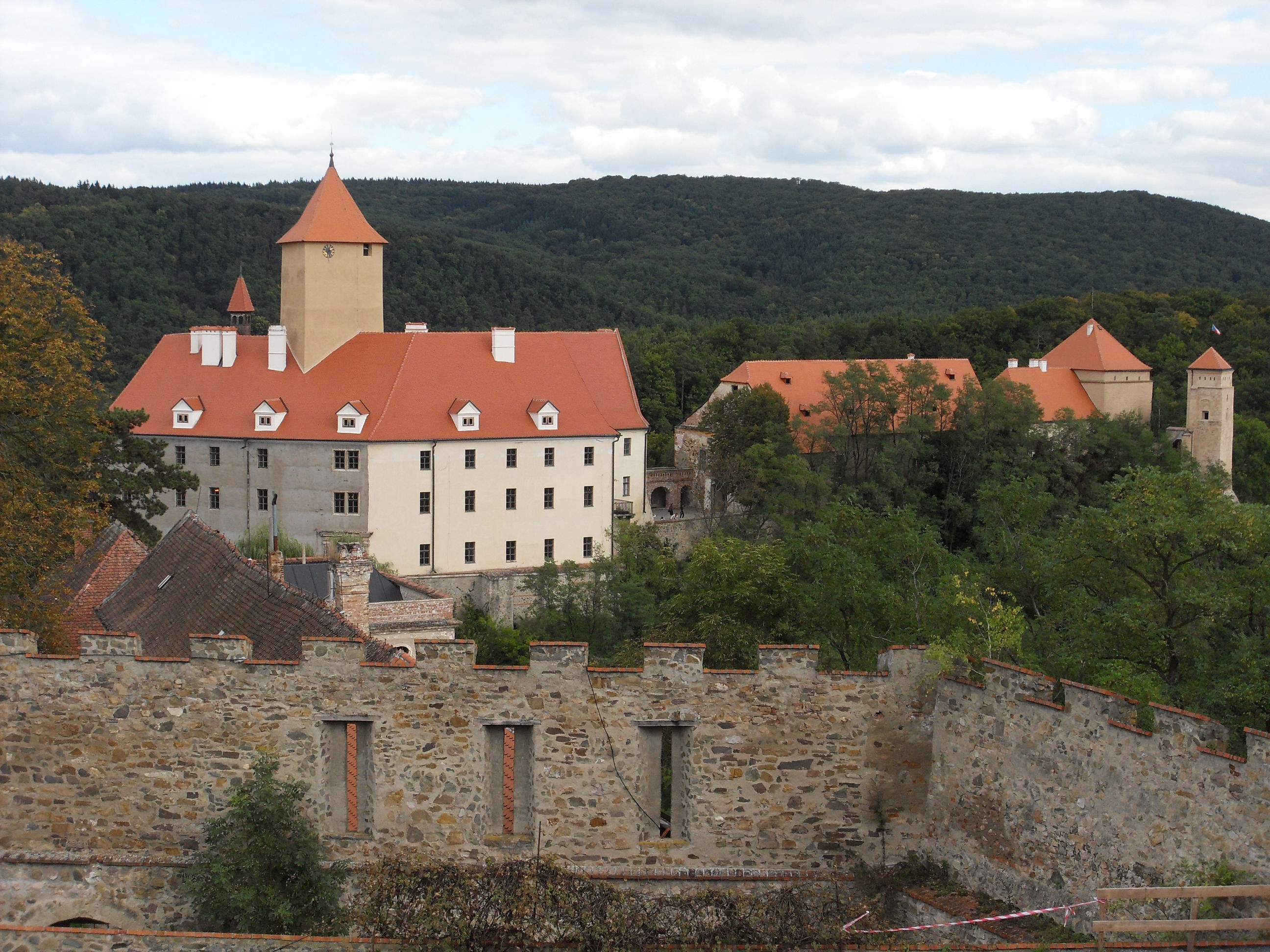
Hrad Veveří byl v letech 1707–1804 oblíbeným letním sídlem rodu Sinzendorfů

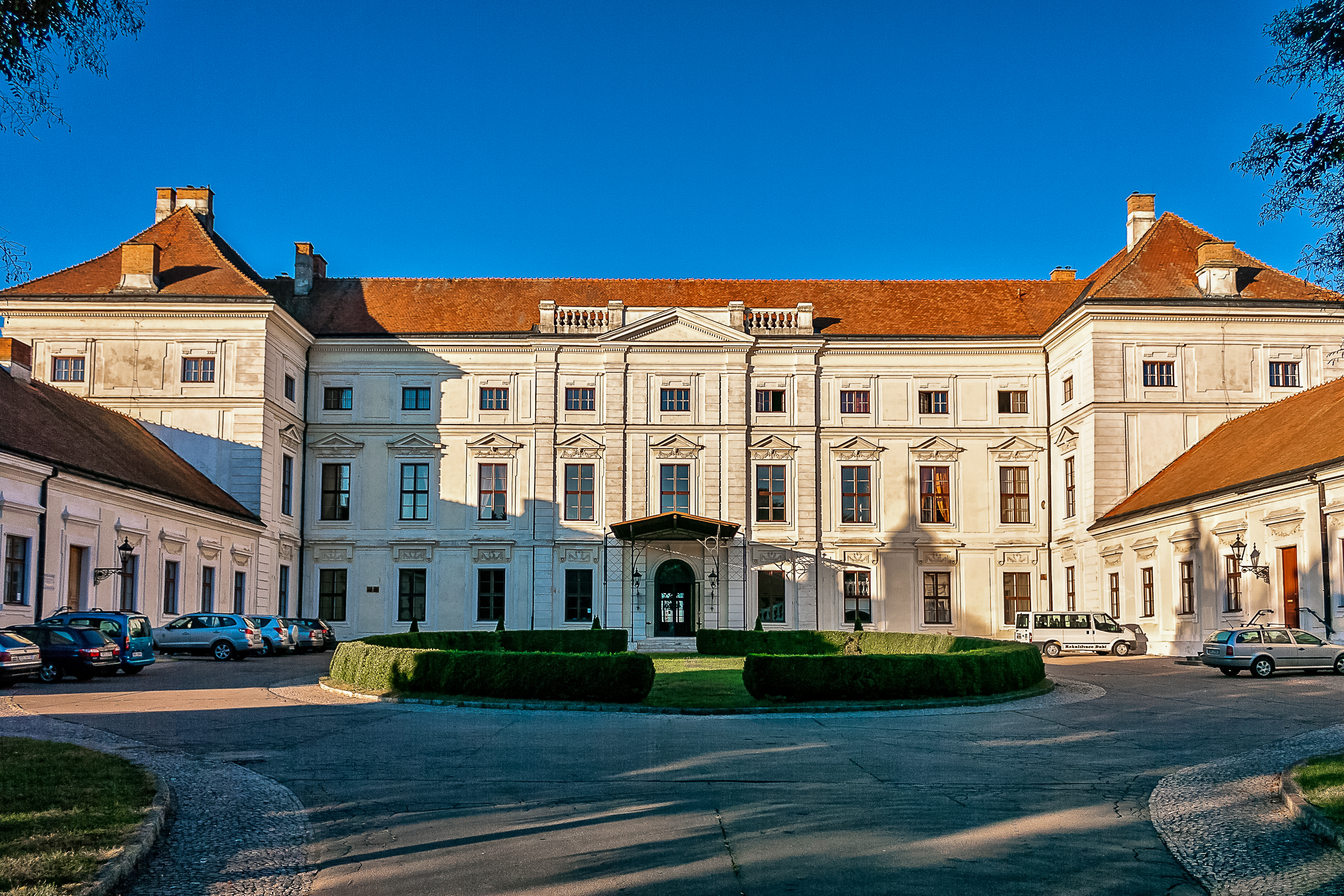
Zámek Židlochovice nechal hrabě Filip Ludvík Václav přestavět na okázalou barokní rezidenci

Sinzendorfové patřili k předním šlechtickým rodům habsburské monarchie. Původně hornorakouský rod, v roce 1654 povýšený do hraběcího a v roce 1803 do knížecího stavu. Výrazně se uplatnili v době vlády císařů Leopolda I., Josefa I. a Karla VI., kdy zastávali vysoké státní a dvorské úřady. Jejich zásluhy o monarchii byly několikrát oceněny, celkem šest příslušníků rodu získalo Řád zlatého rouna. Po meči vymřeli v roce 1822.

## Historie

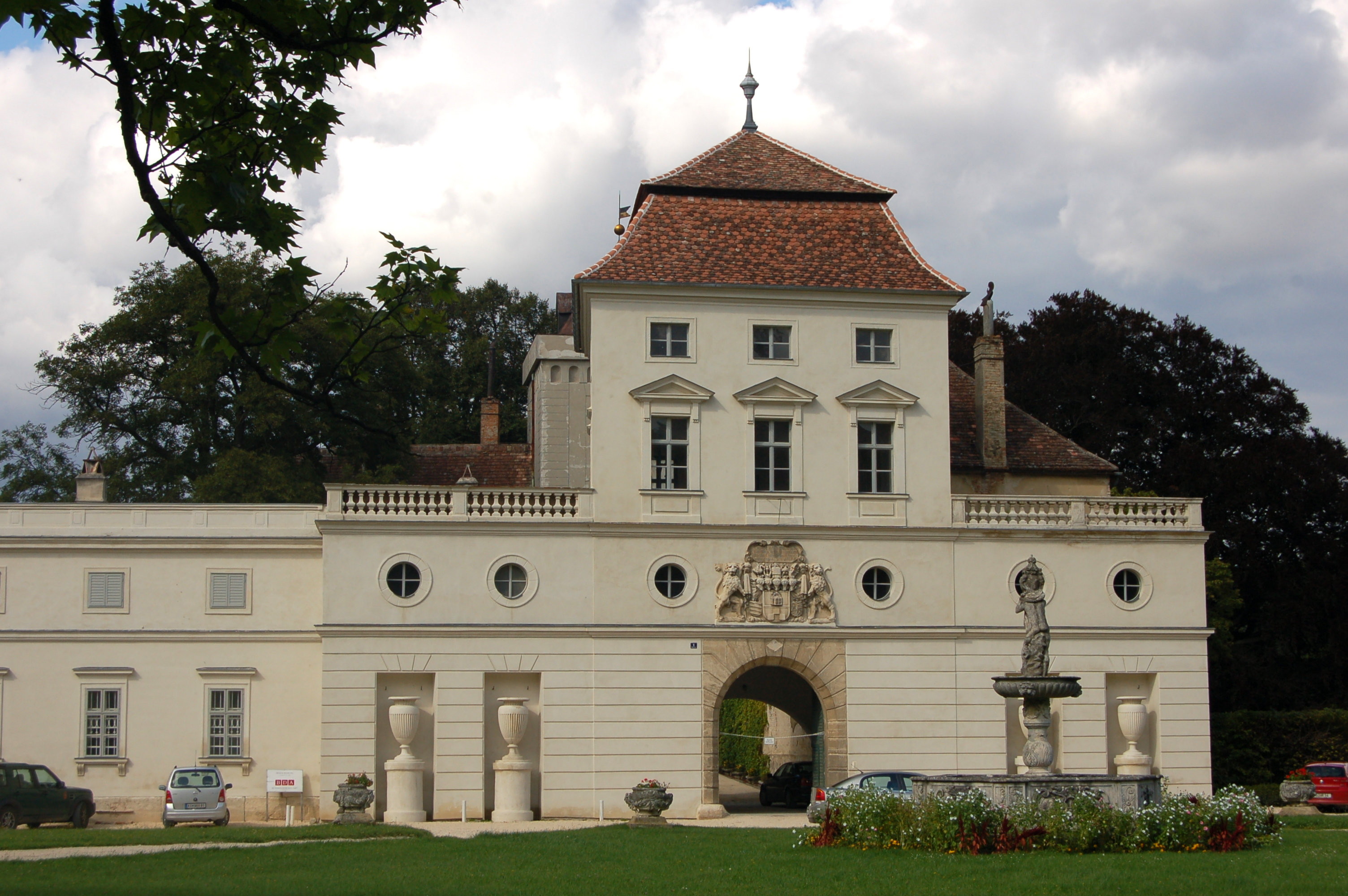
Klasicistní vstupní průčelí zámku Ernstbrunn, který byl v letech 1592–1822 hlavním sídlem starší rodové větve

Svůj původ odvozovali od hrabat z Altdorfu a s nimi od Jindřicha Bavorského z rodu Welfů. Jméno nesli po hradu Sinzendorf v Horním Rakousku. Prvním známým Sinzendorfem byl Jindřich, který žil okolo roku 1044.
Na začátku 16. století se rozdělili do dvou hlavních rodových větví – starší ernstbrunnské, podle zámku Ernstbrunn v Rakousku a mladší fridavské, později zvané neuburské, podle dolnorakouského zámku Fridau a hrabství Neuburg am Inn. Říšskými svobodnými pány se stali v roce 1610.
V roce 1654 koupili říšské hrabství Rheineck, stali se tak říšskými hrabaty a směli usednout do vestfálského kolegia na Říšském sněmu. V roce 1665 získali hrabství Thannhausen a s ním i přístup do kolegia švábského. Dědičně jim byl přiznán úřad pokladníků Svaté říše římské. Tato povýšení jim vynesla polepšení rodového erbu a titulu, který zněl: Dědičný pokladník Svaté říše římské, hrabě z Rheinecku, hrabě a pán ze Sinzendorfu a Thannhausenu, svobodný pán z Ernstbrunnu (něm. Heiliges Romisches Reichs Erbschatzmeister und Burggraf zu Rheineck, Graf und Herr von Sinzendorf und Thannhausen, Freiherr auf und zu Ernstbrunn). V Dolním Rakousku pak dědičně drželi úřady nejvyššího zemského kráječe, sudího a štítonoše (něm. Oberst Erbland Vorschneider, Kampfrichter und Schieldträger).
Od 17. století patřili k největším pozemkovým vlastníkům v Rakousku. V jejich majetku se nacházela panství Ernstbrunn, Klement, Stronsdorf, Streitdorf, Steinabrunn, Steinbrunn, Stinkenbrunn, Enzersdorf im Thale, Hagenberg, Fridau, Neuburg am Inn (dnes v Německu), Gföhl, Jaidhof a další.
V šedesátých letech 17. století se začali usazovat také v Čechách a na Moravě. Přechodně drželi Konopiště, Postoloprty, Jinonice, Kynšperk nad Ohří a další menší statky. Příslušníci starší rodové větve pak dlouhodobě vlastnili od roku 1665 Planou a Kočov, v roce 1707 získali Veveří a Říčany a v roce 1711 koupili Trpísty a Třebel. Mladší rodové větvi patřily od roku 1697 jihomoravské Židlochovice.

## Erb

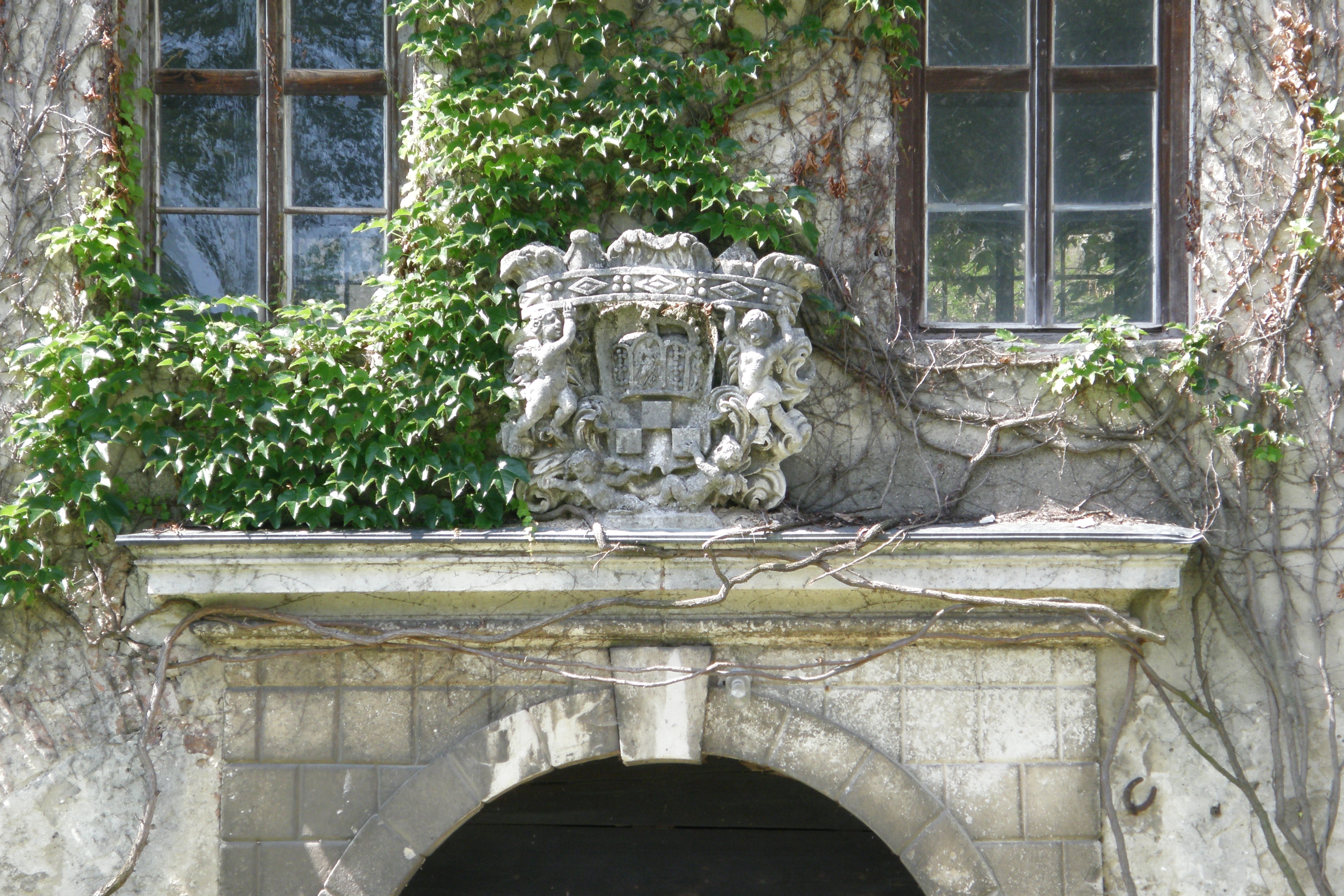
Sinzendorfský erb nad branou zámku Hagenberg

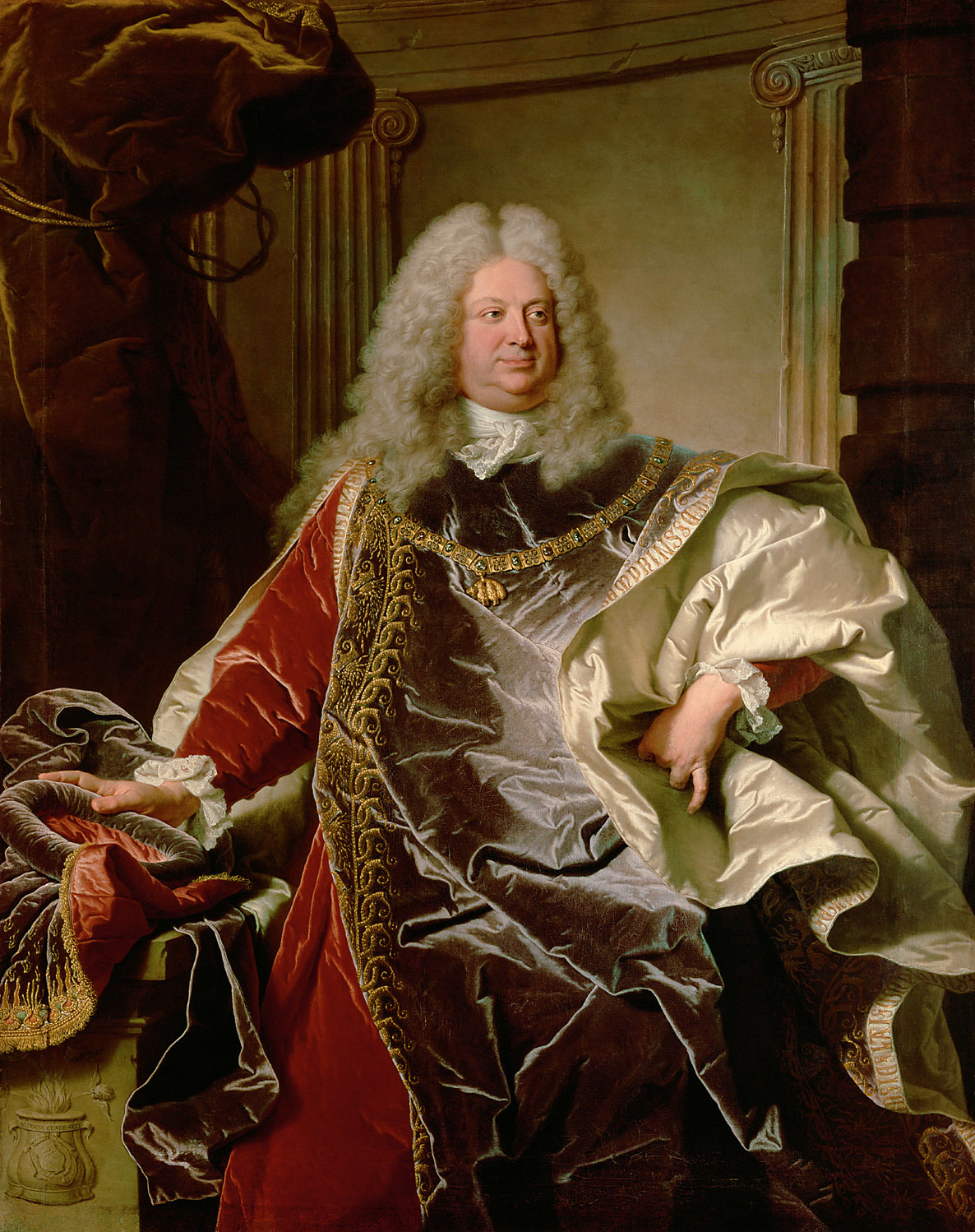
Filip Ludvík Václav hrabě ze Sinzendorfu jako rytíř Řádu zlatého rouna

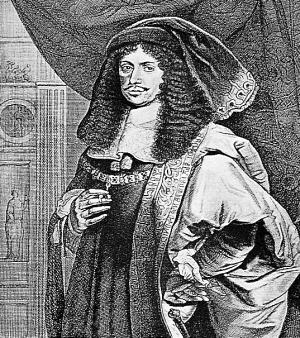
Jiří Ludvík hrabě ze Sinzendorfu, prezident dvorské komory

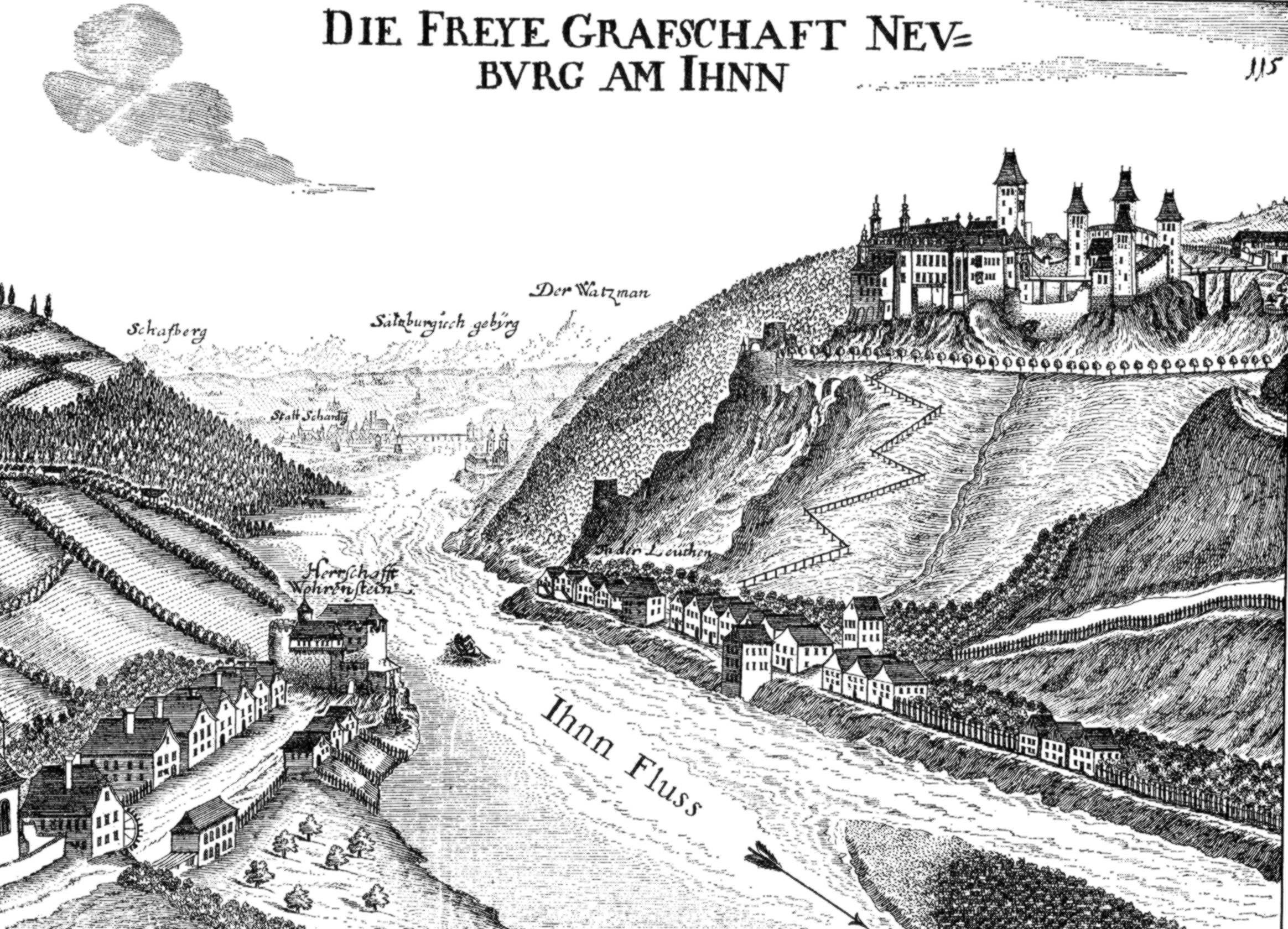
Neuburg am Inn, sídlo mladší rodové větve

Původním erbem byl uprostřed dělený, nahoře modrý a dole červený štít, se třemi stříbrnými, šachovnicově uspořádanými kvadráty. Po polepšení erbu v roce 1654 byl štít znovu dělený, dolní polovina nesla původní erb, zatímco v horním červeném poli se třpytila zlatá říšská koruna, symbolizující dědičný úřad říšských pokladníků.

## Sinzendorf a Zinzendorf
Rodové jméno Sinzendorf bývá často mylně, a vzhledem k rozdílu v jediné hlásce nepřekvapivě, zaměňováno se jménem šlechtického rodu Zinzendorf. Zinzendorfové z Pottendorfu však mají zcela odlišný původ i erb, takže se nejedná o příbuzné rody. Spřízněni byli pouze sňatkem, když se v roce 1655 hrabě Rudolf ze Sinzendorfu oženil s Evou Zuzanou ze Zinzendorfu.

## Významní představitelé rodu

### Starší rodová větev Ernstbrunn
- Jáchym ze Sinzendorfu (1544–1594) – císařský legát a vyslanec u sultánského dvora v Cařihradu, vůdce diplomatického poselstva do Osmanské říše v letech 1577–1582.

- Jan Jáchym hrabě ze Sinzendorfu (po roce 1610–1665) – vnuk Jáchyma, nejvyšší dvorský kancléř, v roce 1665 zakoupil panství Planá a Kočov.

- Jan Weikard hrabě ze Sinzendorfu (1656–1715) – nejstarší syn Jana Jáchyma, zastával úřad nejvyššího sokolníka císařského dvora ve Vídni, od roku 1707 majitel panství Veveří a Říčany, v roce 1711 koupil Trpísty a Třebel.

- Adolf Michal hrabě ze Sinzendorfu (1659–1700) – mladší syn Jana Jáchyma, člen diplomatického poselstva hraběte Wolfganga z Oettingen-Wallersteinu do Osmanské říše, v Cařihradu zemřel.

- Rudolf hrabě ze Sinzendorfu (1636–1677) – mladší bratr Jana Jáchyma, uznávaný státník a diplomat, říšský dvorský rada, postupně byl císařským vyslancem ve Švédsku, Dánsku, Holandsku, Falci a Braniborsku.

- Rudolf Zikmund hrabě ze Sinzendorfu (1670–1747) – syn Rudolfa, v letech 1711–1724 zastával funkci nejvyššího komorníka a v letech 1724–1747 nejvyššího hofmistra císařského dvora. V roce 1712 získal Řád zlatého rouna.

- August Jáchym hrabě ze Sinzendorfu (1671–1716) – nejmladší syn Rudolfa, poručík císařské armády a plukovník dragounského regimentu, v roce 1707 vyzval ve Vídni k souboji hraběte Leopolda Rombalda Collalta, kterého usmrtil. V důsledku Collaltovy smrti přešlo na základě dědického testamentu panství Veveří a Říčany do majetku hraběte Jana Weikarda ze Sinzendorfu.

- Prosper Antonín hrabě ze Sinzendorfu (1700–1756) – nejstarší syn Jana Weikarda, císařský tajný komoří a kancléř Karla VI.; roku 1723 se oženil a Marií Filipínou z Althanu (1705–1730); měli tři syny: Václav Jan Gustav (1724-1773), Bedřich Ludvík (1726-1783) a František Antonín (1729/1730-1772).[1] V letech 1723–1729 dal v Trpístech vybudovat reprezentační vrcholně barokní zámek se zahradou. Barokní úpravy provedl i na hradě Veveří.

- František Václav hrabě ze Sinzendorfu (1724–1792) – vnuk nejmladšího bratra Jana Weikarda, majitel fideikomisu Planá a Kočov, v letech 1772–1778 byl viceprezidentem nejvyššího soudního úřadu ve Vídni (něm. Oberste Justizstelle Vicepräzident), v roce 1782 získal Řád zlatého rouna.

- Prosper kníže ze Sinzendorfu (1751–1822) – vnuk Prospera Antonína, v roce 1803 byl povýšen do knížecího stavu, v roce 1808 se stal rytířem Řádu zlatého rouna. Postupně zdědil všechna rodová panství po zemřelých příbuzných, ale protože byl sám svobodný a bez potomků, začal se rozsáhlého majetku zbavovat. V roce 1793 prodal Trpísty, v roce 1804 Veveří, z českých panství si ponechal pouze Planou. Trvale se usadil na zámku Ernstbrunn, kde provedl výrazné klasicistní stavební úpravy a založil anglický park. Jeho smrtí v roce 1822 sinzendorfský rod po meči vymřel.

- Marie Anna hraběnka ze Sinzendorfu (1758–1842) – sestra knížete Prospera, poslední členka rodu.

- Valburga hraběnka ze Sinzendorfu (1763–1836) – sestřenice knížete Prospera, byla nejvyšší představenou Ústavu šlechtičen a Mariánské školy v Brně.

### Mladší rodová větev Neuburg
- Jiří Ludvík hrabě ze Sinzendorfu (1616–1681) – prezident dvorské komory, v roce 1663 získal Řád zlatého rouna. Všechny jeho předchozí záslužné skutky zastínila skandální aféra z roku 1679, kdy byl nařčen a o rok později usvědčen z podvodu, korupce, padělání a zpronevěry asi 2 milionů zlatých ze státní pokladny. Byla mu nařízena zpětná úhrada 1.970.000 zlatých a odchod ode dvora.

- Filip Ludvík Václav hrabě ze Sinzendorfu (1671–1742) – syn Jiřího Ludvíka, nejvýznamnější člen rodu, v letech 1715–1742 nejvyšší rakouský dvorský kancléř. V roce 1712 získal Řád zlatého rouna. Od své manželky a její sestry koupil v roce 1697 panství a zámek Židlochovice, který nechal v letech 1722–1728 podle plánů Josefa Emanuela Fischera z Erlachu přestavět na reprezentační barokní rezidenci.

- Jan Vilém hrabě ze Sinzendorfu (1697–1776) – starší syn Filipa Ludvíka Václava, v roce 1744 se stal rytířem Řádu zlatého rouna. Po otcově smrti prodal židlochovické panství hraběti Leopoldovi z Dietrichsteina.

- Filip Ludvík hrabě ze Sinzendorfu (1699–1747) – mladší syn Filipa Ludvíka Václava, v roce 1727 se stal kardinálem, v letech 1726–1732 byl biskupem rábským a v letech 1732–1747 biskupem vratislavským. Ve Vratislavi zemřel a v tamější katedrále sv. Jana Křtitele je pochován.

## Příbuzenstvo
Sňatky byli spřízněni mimo jiné s Althanny, Nostici, Kinskými, Harrachy, Trauttmansdorfy, Fürstenberky, Eggenbergy, Valdštejny a již zmiňovanými Zinzendorfy.